# Полевичка крупноколосковая
Полевичка крупноколосковая (лат. Eragrostis cilianensis) — вид травянистых растений рода Полевичка (Eragrostis) семейства Злаки (Poaceae).

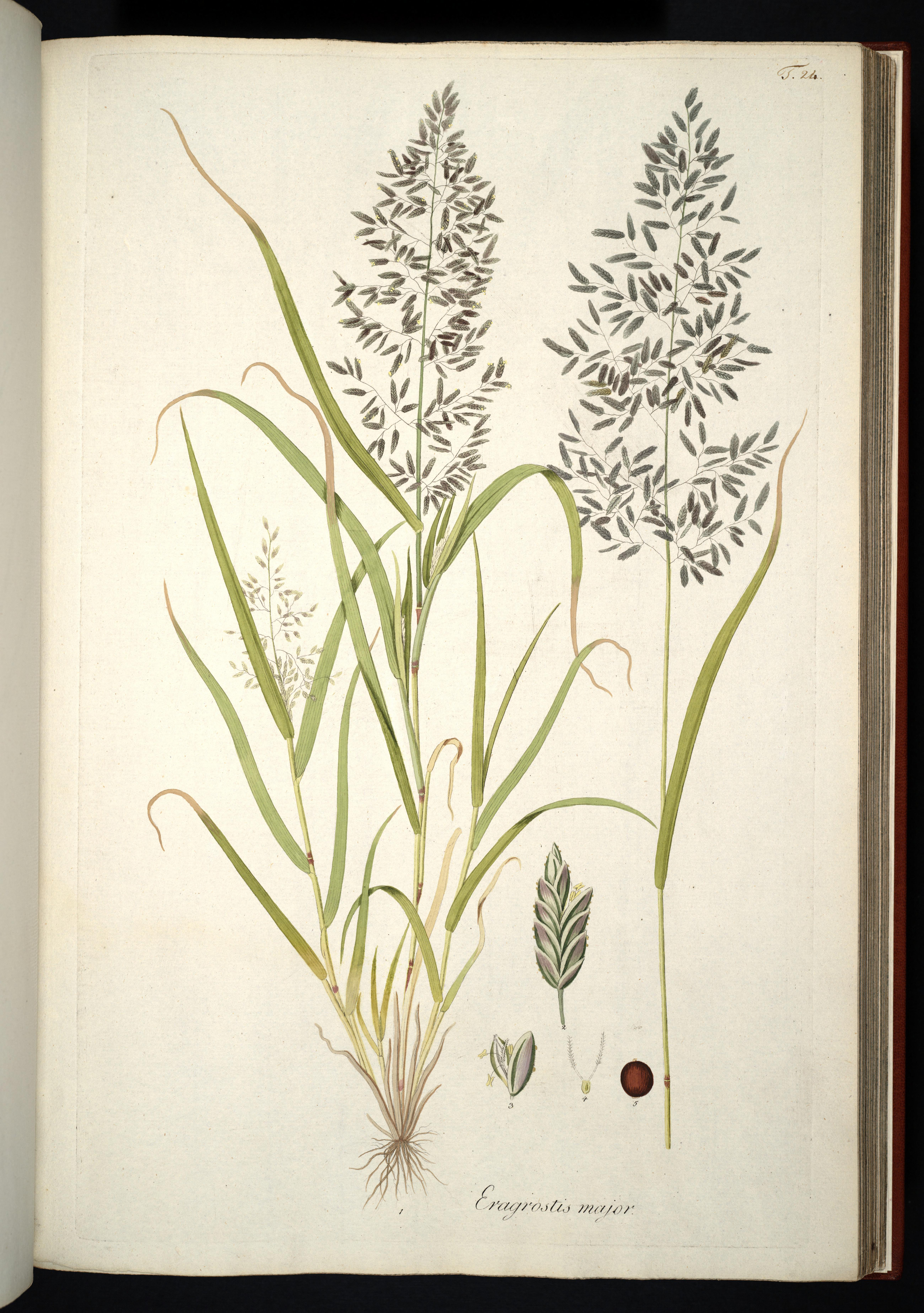

## Ботаническое описание

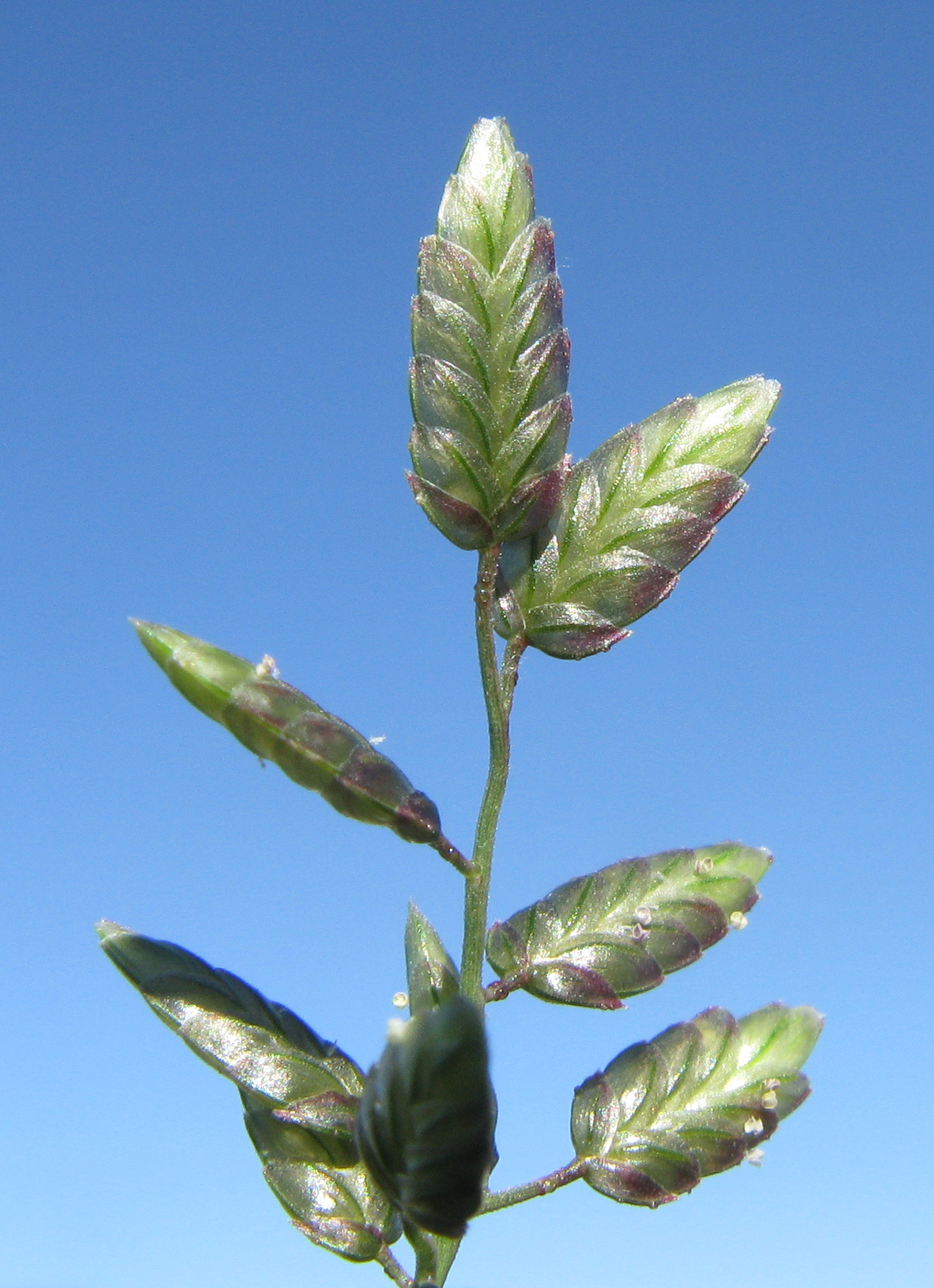
Колоски

Однолетнее травянистое растение. Стебли восходящие, в узлах коленчато-изогнутые, отчасти прямостоячие, тупо-ребристые и угловатые, гладкие, 35—40 см высотой. Листья голые, редко нижние с немногими длинными волосками, по краям усаженные тупыми бугорками, жёсткие, плоские или с завёрнутыми краями, 5—8 см длиной и 2—5 мм шириной, при основании с длинными тонкими волосками, заменяющими язычок.
Соцветие узкое и плотное, 8—14 см длиной и 1—2 см шириной, с короткими (0,5—1 см — без колосков), расположенными на оси соцветия поодиночке, вверх обращенными и более или менее прижатыми веточками. Колоски относительно крупные, 5—14 мм длиной и 2—3 мм шириной, 15—30-цветковые. Наружные прицветные чешуйки в сложенном виде продолговато-яйцевидные или почти яйцевидные, около 2 мм длиной и 1 мм шириной, коротко-заострённые, по килю в верхней части с немногими тупыми бугорками, подобными находящимся на краях листьев. Зерновка желтовато-бурая, округло-яйцевидная, около 0,5 мм длиной.

## Распространение и экология
Евразия и Африка. На приречных песках и галечниках, каменистых склонах, у дорог.

## Синонимы
- Briza eragrostis L.
- Briza megastachya Steud.
- Briza oblonga Moench
- Briza purpurascens Muhl.
- Calotheca purpurascens (Muhl.) Spreng.
- Eragrostis argentina Jedwabn.
- Eragrostis articulata De Wild.
- Eragrostis costata B.L.Turner
- Eragrostis eragrostis (L.) MacMill.
- Eragrostis flexuosa Steud.
- Eragrostis leersioides (C.Presl) Steud.
- Eragrostis major Host
- Eragrostis megastachya (Koeler) Link
- Eragrostis monodii A.Camus
- Eragrostis multiglandulosa H.Scholz
- Eragrostis oblonga Baumg.
- Eragrostis pappii Gand.
- Eragrostis polyadenia Mattei
- Eragrostis polymorpha Roem. & Schult.
- Eragrostis polysperma Peter
- Eragrostis schweinfurthiana Jedwabn.
- Eragrostis starosselskyi Grossh.
- Eragrostis thyrsiflora Willk. & Lange
- Eragrostis triticea (C.Presl) Steud.
- Eragrostis virletii E.Fourn.
- Erosion cilianense (All.) Lunell
- Megastachya eragrostis (L.) Roem. & Schult.
- Megastachya leersioides C.Presl
- Megastachya oblonga P.Beauv.
- Megastachya obtusa Schult.
- Megastachya purpurascens (Muhl.) Schult.
- Megastachya triticea C.Presl
- Poa cachectica Schumach.
- Poa cilianensis All.basionym
- Poa eragrostis (L.) Brot.
- Poa flava Willd. ex Steud.
- Poa flexuosa Roxb.
- Poa leersioides (C.Presl) Guss.
- Poa megastachya Koeler
- Poa nuttallii Spreng.
- Poa oblonga Baumg.
- Poa obtusa Nutt.
- Poa pennsylvanica Nutt.
- Poa philadelphica W.P.C.Barton
- Poa polymorpha J.Koenig ex Rottler
- Poa roxburghiana Schult.
- Poa tortuosa Spreng.
- Poa triticea (C.Presl) Kunth

и другие.